# Ojciec Mateusz

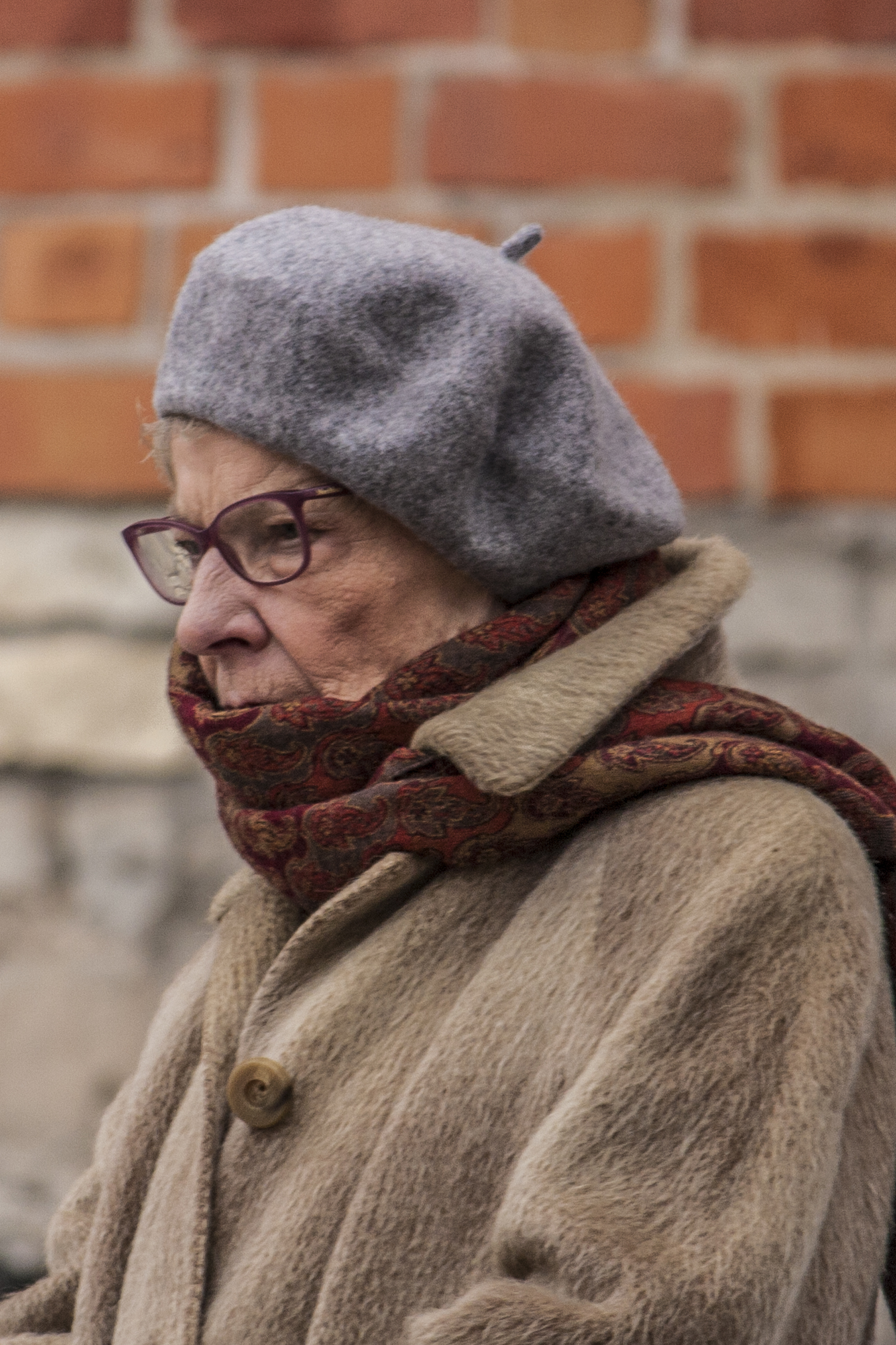
Babcia Lucyna

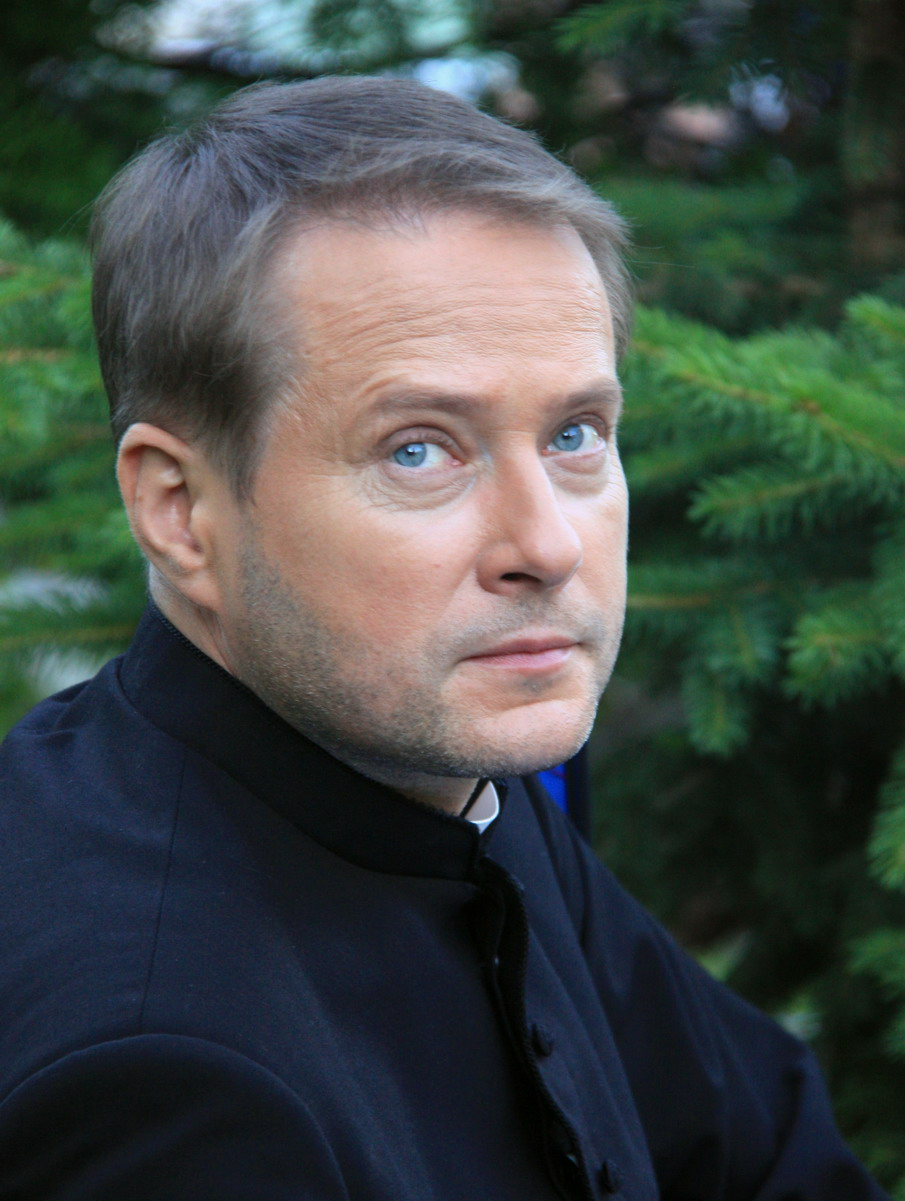
Tytułowy Ojciec Mateusz

Ojciec Mateusz – polski serial kryminalny emitowany od 11 listopada 2008 na antenie TVP1. Produkcja jest oparta na włoskim formacie Don Matteo.

## Fabuła
Serial opowiada o przygodach fikcyjnego księdza rzymskokatolickiego, Mateusza Żmigrodzkiego, który po powrocie z misji na Białorusi zostaje skierowany do pracy w małej parafii w Sandomierzu. Wspólnie z zaprzyjaźnionymi policjantami rozwiązuje zagadki kryminalne oraz niesie pomoc swoim parafianom, a także wszystkim, którzy są w potrzebie. Każdy odcinek serialu przedstawia oddzielną sprawę.

## Bohaterowie
- ks. Mateusz Żmigrodzki (Artur Żmijewski) – ksiądz katolicki. Po latach pracy na Białorusi wraca do Polski i obejmuje posadę proboszcza parafii w Sandomierzu. Posiada talent do rozwiązywania zagadek kryminalnych, co sprawia, że często angażuje się w ich wyjaśnianie. Jest niezwykle błyskotliwy, inteligentny i spostrzegawczy. Zawsze chętnie pomaga ludziom. Często jeździ na rowerze.
- mł. insp. Orest Możejko (Piotr Polk) – młodszy inspektor policji, komendant komendy w Sandomierzu przełożony aspiranta później aspiranta sztabowego Nocula. Jest dość apodyktyczny i zawsze przekonany o słuszności swoich racji. Początkowo sceptycznie podchodzi do talentu detektywistycznego księdza Mateusza i wyśmiewa jego wskazówki oraz propozycje współpracy. Z biegiem czasu zaczyna jednak darzyć proboszcza zaufaniem i sympatią. Był w związku z redaktor naczelną „Nowinek Sandomierskich”, byłą burmistrz, Justyną Malec w seriach 4-11. Ze związku z Darią ma nieślubnego syna, Dominika. Lubi spędzać wolny czas na bieganiu, wędkowaniu lub zabawie ze swoim psem – Watsonem (w pierwszych odcinkach nosił imię Amos), który po pewnym czasie umiera, ku smutkowi Możejki. Od 1-189 odcinka w stopniu podinspektora. W odcinku 190 zostaje awansowany na młodszego inspektora policji.
- asp. sztab. Mieczysław Nocul (Michał Piela) – aspirant sztabowy policji, podwładny Oresta Możejki i jego najlepszy przyjaciel. Na początku serialu był aspirantem policji, dopiero kilka serii później awansował. Przyjaźni się i współpracuje z ojcem Mateuszem. Wbrew woli Możejki Nocul często zdradza księdzu szczegóły śledztwa, otrzymując w zamian cenne wskazówki. Zdarza mu się odwiedzać plebanię pod pretekstem rozegrania partyjki szachów z jej gospodarzem. Czasem doradza młodszym kolegom jak postępować z kobietami. Ma żonę – Barbarę (Ewa Bułhak) i dwie córki – młodszą Zosię (Julia Kornacka) i starszą Olę (Gabriela Pietrucha), która wraz z rozpoczęciem studiów wyjechała z Sandomierza i już tam nie wróciła.
- Natalia Borowik (Kinga Preis) – gospodyni na plebanii księdza Mateusza. Zrzędliwa, zabawna, lojalna i oddana proboszczowi postać. Jej rzucane przypadkiem uwagi często wywołują w księdzu Mateuszu refleksje związane z zagadkami kryminalnymi. Przyjaźni się z Barbarą Nocul. Początkowo nie najlepiej gotowała, ale z biegiem serii jej kuchnia się poprawia. Zaczęła nawet prowadzić w gazecie „Kącik kulinarny”, przez co stała się bardzo popularna.
- ks. Biskup (Sławomir Orzechowski) – biskup diecezjalny sandomierski. Nieznane jest jego imię ani nazwisko. Od lat zna księdza Mateusza Żmigrodzkiego i po jego powrocie do Polski powierza mu funkcję proboszcza w małej parafii pod Sandomierzem. Mimo doniesień na temat niekonwencjonalnych zachowań księdza Mateusza, często podsycanych przez sekretarza – ks. Jacka, darzy Mateusza zaufaniem i przymyka oko na jego detektywistyczną działalność.
- Lucyna Wielicka (Aleksandra Górska) i Michał Wielicki (Maciej Musiał) – mieszkańcy plebanii. Ojciec Mateusz, po ich eksmisji ze swojego domu i ku niezadowoleniu Natalii, zdecydował się przyjąć rodzinę pod swój dach. Pani Lucyna na początku serialu ma objawy Alzheimera, ale później one znikają. Michał uwielbia jeździć na deskorolce i grać w koszykówkę. Był także ministrantem w parafii, jednak pod koniec 3 serii po tym, jak jego ojciec wyszedł z więzienia wyjechał razem z nim do Anglii. Potem kilka razy odwiedził Sandomierz.
- Waldemar Grzelak „Pluskwa” (Eryk Lubos) – były więzień, złota rączka. Przez jakiś czas mieszkał na plebanii u księdza Mateusza, ale potem udało mu się znaleźć mieszkanie. Jest strasznie roztrzepany, ale ma dobre serce. Poznał w więzieniu proboszcza, gdy ten został tymczasowo aresztowany. Wtedy się zaprzyjaźnili.
- Justyna Malec (Tamara Arciuch) – była burmistrz Sandomierza. Redaktor naczelna miejscowej gazety. Była w związku z podinspektorem Orestem Możejką w seriach 4–11. Podobnie jak on jest bardzo pewna siebie i ma owczarka niemieckiego – Balbinę.
- Piotr Derlacki (Łukasz Lewandowski) – kościelny i organista w parafii księdza Mateusza, później także nauczyciel muzyki w seriach 1-12. Czasem zajmuje się też drobnymi naprawami. Podkochuje się w Natalii, lecz bez wzajemności. Dużo czasu spędza na plebanii. W młodości zażywał narkotyki, ale udało mu się wyjść z nałogu. W sezonie 12. zniknął z serialu w niewyjaśnionych okolicznościach.
- ks. Jacek Kolanko (Piotr Kozłowski) – sekretarz księdza biskupa. Dość łatwo się denerwuje. Nie przepada za księdzem Mateuszem. Jest sceptycznie nastawiony do niekonwencjonalnych pomysłów proboszcza, a nierzadko wręcz stara się go pogrążyć w oczach biskupa, ale zawsze bezskutecznie. Mimo tego widać, że biskup go szanuje. Jeden z dwóch głównych czarnych charakterów serialu.
- sierż. Marian Marczak (Artur Pontek), st. sierż. Przemysław Gibalski (Rafał Cieszyński), st. post. Ludwik Banaś (Tomasz Więcek), st. post. Bronisław Wierzbicki (Piotr Miazga), sierż. sztab. Jędrzej Paruzel (Jędrzej Taranek), asp. Antoni Dziubak (Bartłomiej Firlet), policjanci Bolek Śmiały (Kamil Szklany) i Tomek Szmorąg (Karol Lelek) – podwładni Oresta Możejki. Starają się jak najlepiej wykonywać swoje obowiązki, jednak czasem jest z nich więcej problemów niż pożytku. Mimo tego Możejko i Nocul bardzo im ufają. Zazwyczaj ich role ograniczają się do udziału w śledztwie (z rzadka zdarzają się wyjątki). Bardzo lubią księdza Mateusza i chętnie korzystają z jego pomocy. Gibalski od 6. serii ma żonę – Agatę, później urodzili im się synowie-bliźniacy, a Marczak w seriach 12-14 był w związku z Elwirą Gawendą (kelnerką w jednej z sandomierskich restauracji). Asp. Antoni Dziubak dołączył do policji w 15. serii, zaś policjanci Bolek Śmiały i Tomek Szmorąg – od 29. serii.
- st. sierż. Karolina Górska (Paulina Chapko) – podwładna Oresta Możejki w seriach 8-11. Od początku zrobiła ogromne wrażenie na męskiej części drużyny swoją urodą i siłą. Jest bardzo sprytna i świetnie walczy. Początkowo była niechętna do współpracy z księdzem Mateuszem, jednak potem przekonała się do proboszcza. Najbliżej przyjaźniła się z Możejką, Noculem i Marczakiem. Z powodu awansu musiała wyjechać z Sandomierza.
- Emilka Kozłowska (Katarzyna Burakowska) – podopieczna księdza Mateusza. Trafiła pod jego opiekę po śmierci matki, a proboszcz został jej jedynym żyjącym krewnym (matka dziewczynki była jego kuzynką). Szybko zbliżyła się do reszty mieszkańców plebanii. Przyjaźni się z Zosią Nocul. Interesuje się tańcem i komputerami.
- Dominik Możejko (Antoni Tyszkiewicz) - syn Oresta Możejki, o którego istnieniu dowiedział się kiedy chłopiec miał już kilka lat. Wcześniej wychowywany przez matkę Darię i nieżyjącą już babcię ze strony matki, od 11 serii mieszka z ojcem w Sandomierzu. Ma bardzo dobre relacje z ojcem. Przyjaźni się z córką sąsiadki, Tosią. Często zmienia swoje zainteresowania.
- asp. sztab. Ewa Kobylicka (Edyta Olszówka) – podwładna Oresta Możejki od 13 serii. Z początku reszta zespołu nie chciała się do niej przekonać, jednak szybko zmienili o niej zdanie. Ewa jest bardzo przywiązana do swojego kota Maksa oraz oczywiście do pracy. Jest świetną policjantką, dobrze prowadzi śledztwa. W 17 serii poznała Wojtka Schillera, przystojnego chirurga z sandomierskiego szpitala, który całkowicie zawrócił jej w głowie. W 18 serii zostali parą.
- chirurg Wojciech Schiller (Jakub Wesołowski) – chirurg w Szpitalu Miejskim w Sandomierzu. Pojawił się po raz pierwszy w 220 odcinku. Zakochał się w Ewie Kobylickiej, która przesłuchiwała go w sprawie „czarnej peleryny”. Od początku próbował bardziej się do niej zbliżyć, jednak dopiero w 18 serii policjantka odwzajemniła jego uczucie i zostali parą. Wojtek jest świetnym chirurgiem, bardzo dokładnym w swojej pracy.
- Anna Dziubak (Hanna Śleszyńska) - zaborcza i nadopiekuńcza matka Antoniego Dziubaka, usilnie poszukująca mu kandydatki na żonę. Od czasu do czasu odwiedza Sandomierz, powodując zamieszanie. Po raz pierwszy pojawia się w serii 18.
- Monika Drzazga (Joanna Kuberska) - saksofonistka, młoda i ambitna kobieta, przez krótki czas udzielała Dominikowi lekcji gry. W związku z Orestem Możejką. Pojawia się od serii 26.

## Obsada
| Aktor                      | Rola                                                                                            | Status                        |
| -------------------------- | ----------------------------------------------------------------------------------------------- | ----------------------------- |
| Artur Żmijewski            | ks. Mateusz Żmigrodzki                                                                          | od 2008                       |
| Artur Żmijewski            | Eryk Rumer, sobowtór ks. Mateusza (odc. 300)                                                    | 2020                          |
| Artur Żmijewski            | ks. biskup Mateusz (odc. 333)                                                                   | 2021                          |
| Kinga Preis                | Natalia Borowik - gospodyni na plebanii                                                         | od 2008                       |
| Piotr Polk                 | młodszy inspektor Orest Możejko                                                                 | od 2008                       |
| Michał Piela               | aspirant sztabowy Mieczysław Nocul                                                              | od 2008                       |
| Aleksandra Górska          | Lucyna Wielicka                                                                                 | od 2008                       |
| Ewa Konstancja Bułhak      | Barbara Nocul                                                                                   | od 2008                       |
| Artur Pontek               | sierżant Marian Marczak                                                                         | od 2008                       |
| Rafał Cieszyński           | starszy sierżant Przemysław Gibalski                                                            | od 2008                       |
| Jędrzej Taranek            | sierżant sztabowy Jędrzej Paruzel                                                               | od 2008                       |
| Sławomir Orzechowski       | Biskup                                                                                          | od 2008                       |
| Piotr Kozłowski            | ks. Jacek Kolanko                                                                               | od 2008                       |
| Beata Chruścińska          | dziennikarka Beata Szpak                                                                        | 2009–2014, 2016–2017, od 2019 |
| Bartłomiej Firlet          | Łukasz, tragicznie zmarły bokser (odc. 25)                                                      | 2009                          |
| Bartłomiej Firlet          | aspirant Antoni Dziubak                                                                         | od 2016                       |
| Hanna Śleszyńska           | Anna Dziubak                                                                                    | 2017–2020, od 2022            |
| Katarzyna Maciąg           | Martyna Widawska                                                                                | 2019-2022                     |
| Maciej Gąsiorek            | Łuczak (odc. 75)                                                                                | 2011                          |
| Maciej Gąsiorek            | ks. Tomasz Warnecki                                                                             | od 2019                       |
| Julia Kornacka             | Zosia Nocul                                                                                     | 2010–2018                     |
| Agnieszka Doczyńska        | Zosia Nocul                                                                                     | 2020-2023                     |
| Joanna Kuberska            | Monika Drzazga                                                                                  | od 2021                       |
| Sławomir Pacek             | Zdzisław Wasylczuk (odc. 241)                                                                   | 2018                          |
| Sławomir Pacek             | Remigiusz Pączek                                                                                | od 2022                       |
| Kamil Błoch                | ksiądz Marian Placek                                                                            | 2023                          |
| Tomasz Więcek              | starszy posterunkowy Ludwik Banaś                                                               | 2008–2010                     |
| Jan Jankowski              | Włodzimierz Wielicki, ojciec Michała                                                            | 2008–2010                     |
| Łukasz Lewandowski         | kościelny Piotr Derlacki                                                                        | 2008–2014                     |
| Gabriela Pietrucha         | Ola Nocul                                                                                       | 2009–2014                     |
| Paulina Chapko             | starszy sierżant Karolina Górska                                                                | 2012–2014                     |
| Jarosław Boberek           | barman Władysław Filipiak (odc. 9, 19, 63, 129, 138-139, 175)                                   | 2008–2015                     |
| Jarosław Boberek           | kelner Paweł (odc. 152)                                                                         | 2014                          |
| Joachim Lamża              | naczelnik Niklewicz                                                                             | 2009–2015                     |
| Kinga Ilgner               | lekarz patolog                                                                                  | 2010–2015                     |
| Jacek Reda                 | technik policyjny                                                                               | 2010–2018                     |
| Magdalena Emilianowicz     | pielęgniarka (odc. 82)                                                                          | 2011                          |
| Magdalena Emilianowicz     | żona Ryśka Szkudlarka (odc. 122)                                                                | 2013                          |
| Magdalena Emilianowicz     | Daria, matka Dominika                                                                           | 2014–2018                     |
| Tomasz Sapryk              | Krzysztof Kornacki (odc. 94)                                                                    | 2011                          |
| Tomasz Sapryk              | Rajmund Grozdek (odc. 167)                                                                      | 2015                          |
| Tomasz Sapryk              | Piotr (lub Jacek) Marzec, szef Barbary Nocul, właściciel agencji (odc. 211, 216, 219, 241, 263) | 2016–2018                     |
| Mateusz Grydlik            | młody Żyd/Grylik (odc. 40)                                                                      | 2010                          |
| Mateusz Grydlik            | Krzysztof Pisarek (odc. 109)                                                                    | 2013                          |
| Mateusz Grydlik            | Jacek (odc. 139)                                                                                | 2014                          |
| Mateusz Grydlik            | reporter (odc. 147)                                                                             | 2014                          |
| Mateusz Grydlik            | dziennikarz Mariusz (odc. 163, 169, 171, 174, 175, 253)                                         | 2015, 2018                    |
| Dorota Pomykała            | matka Wojciecha Schillera (odc. 254)                                                            | 2018                          |
| Maciej Musiał              | Michał Wielicki                                                                                 | 2008–2012, 2019–2020          |
| Tamara Arciuch             | Justyna Malec                                                                                   | 2010–2020                     |
| Paweł Królikowski          | Balcer (odc. 119)                                                                               | 2013                          |
| Paweł Królikowski          | Paweł Winkler                                                                                   | 2017–2020                     |
| Mikołaj Roznerski          | Grzegorz Bartnik (odc. 49)                                                                      | 2010                          |
| Mikołaj Roznerski          | Jarek (odc. 80)                                                                                 | 2011                          |
| Mikołaj Roznerski          | Ks. Walery Opałek (odc. 300-301)                                                                | 2020                          |
| Piotr Miazga               | starszy posterunkowy Bronisław Wierzbicki                                                       | 2010–2019, 2021               |
| Katarzyna Burakowska       | Emilka Kozłowska                                                                                | 2010–2021                     |
| Beata Olga Kowalska        | lekarz patolog                                                                                  | 2014–2021                     |
| Olga Barej                 | Helena Daniel                                                                                   | 2019–2021                     |
| Mariusz Jakus              | Wiktor Dormut (odc. 318 i 326)                                                                  | 2021                          |
| Agnieszka Czekańska        | Maria Dormut vel Anna Sokół (odc. 318 i 326)                                                    | 2021                          |
| Karol Dziuba               | Adam Dormut (odc. 318 i 326)                                                                    | 2021                          |
| Artur Dziurman             | komendant Pawelec (odc. 321 i 329)                                                              | 2021                          |
| Andrzej Musiał             | lekarz patolog                                                                                  | 2008–2022                     |
| Eryk Lubos                 | Waldemar Grzelak „Pluskwa”                                                                      | 2008–2022, 2025               |
| Eryk Lubos                 | złodziej, sobowtór brata bliźniaka Pluskwy (odc. 116)                                           | 2013                          |
| Sławomir Holland           | lekarz Krzysztof Hawro                                                                          | 2009–2023 od 2025             |
| Antoni Tyszkiewicz         | Dominik Możejko                                                                                 | 2014–2023                     |
| Edyta Olszówka             | aspirant sztabowy Ewa Kobylicka                                                                 | 2014–2023                     |
| Jakub Wesołowski           | chirurg Wojciech Schiller                                                                       | 2017–2023                     |
| Katarzyna Bujakiewicz      | Aniela Borsuk                                                                                   | 2018–2023                     |
| Krzysztof Bochenek         | ksiądz Adam Komoda (odc. 390)                                                                   | 2023                          |
| Piotr Garlicki             | Biskup pomocniczy                                                                               | 2023                          |
| Redbad Klynstra-Komarnicki | Benjamin Rubinrot, właściciel żydowskiej restauracji (odc. 121)                                 | 2013                          |
| Redbad Klynstra-Komarnicki | naczelnik młodszy inspektor Aleksander Morus                                                    | 2016–2024                     |
| Kamil Szklany              | Jasiek Szklany (odc. 325)                                                                       | 2021                          |
| Kamil Szklany              | Bolek Śmiały                                                                                    | 2023–2024                     |
| Karol Lelek                | Barman Marek (odc. 358)                                                                         | 2022                          |
| Karol Lelek                | Tomek Szmorąg                                                                                   | 2023–2024                     |

## Produkcja

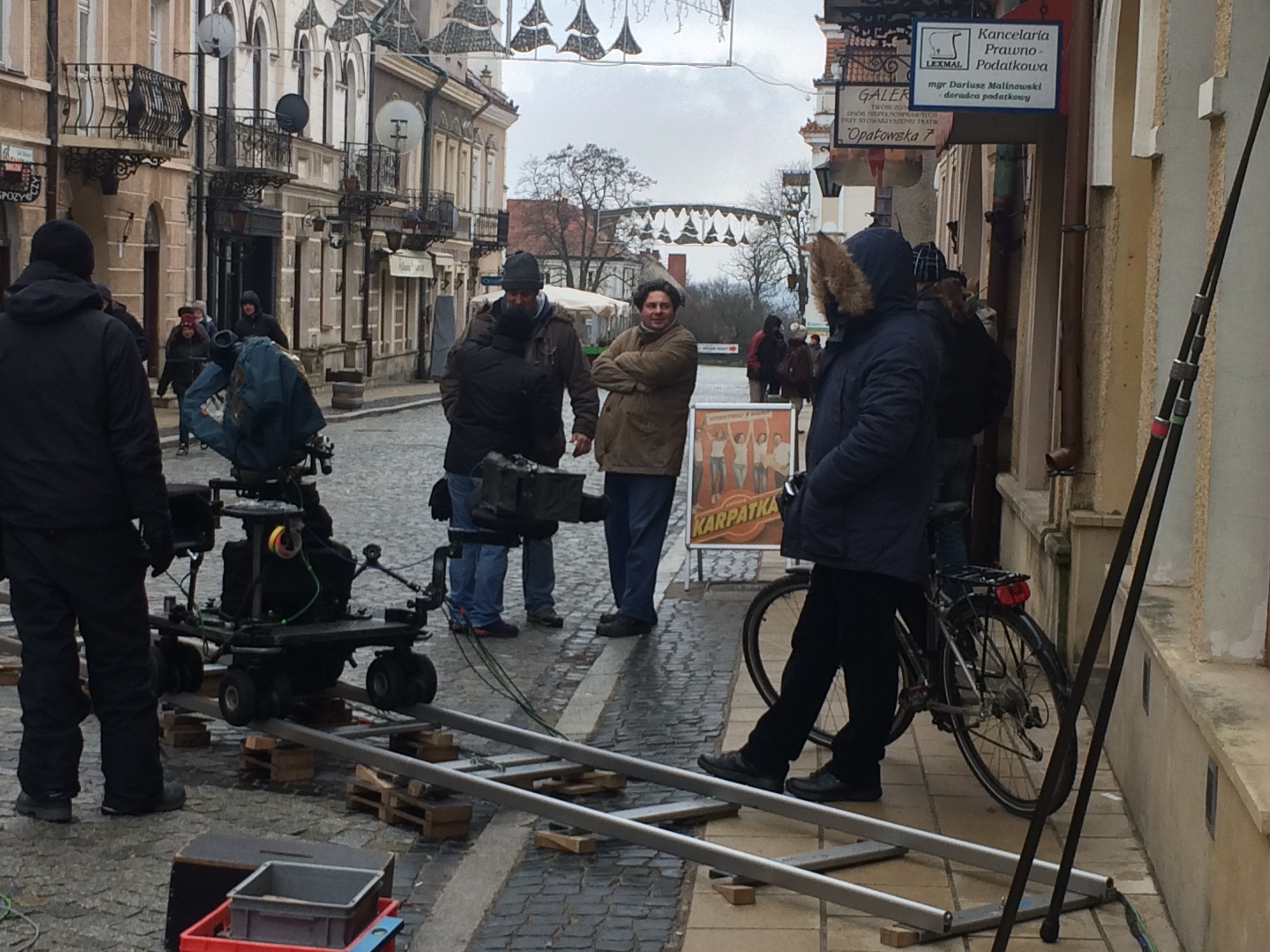
Plan zdjęciowy serialu w Sandomierzu

Głównym tłem serialu jest Sandomierz gdzie nagrywane są zdjęcia plenerowe, natomiast większość scen we wnętrzach realizowana jest w Warszawie i okolicach. Serialowy kościół znajduje się w Gliniance k. Otwocka, a plebania na obrzeżach Warszawy w Radości. Gabinet biskupa początkowo mieścił się w Pałacu Radziwiłów w Nieborowie, obecnie w Pałacu w Jabłonnie. Wnętrza komendy policji nagrywane są od 18. serii w Radości, wcześniej na Mokotowie. W niektórych odcinkach Komendę Policji ulokowano w budynkach należących do Pałacu w Wilanowie. W czwartej serii niektóre odcinki rozgrywają się poza Sandomierzem, m.in. w Kielcach, Bałtowie, Krzyżtoporze, Busku-Zdroju i Opatowie, a także w Ćmielowie, Wąchocku i Sielpi. Odcinek 95 w serii siódmej pt. Ikona oraz odcinek 97 w serii ósmej pt. Bieg rozgrywają się w Drohiczynie i okolicach. Akcja odcinka 221 w serii 17 pt. Fatalne spotkanie toczy się w Płocku, zaś akcja odcinka 255 serii 20 pt. El Greco rozgrywa się w Siedlcach. Akcja odcinka 309 serii 24 pt. Pielgrzymka rozgrywa się w Sulisławicach. Akcja odcinka 342 serii 26 pt. Warszawski Adres rozgrywa się w Warszawie.

## Emisja w telewizji
Uwaga: tabela zawiera daty odnoszące się wyłącznie do pierwszej emisji telewizyjnej; nie uwzględniono w niej ewentualnych prapremier w serwisach internetowych (np. TVP VOD).
| Seria            | Odcinki          | Pierwsza emisja telewizyjna (TVP1) | Pierwsza emisja telewizyjna (TVP1) | Pierwsza emisja telewizyjna (TVP1) | Pierwsza emisja telewizyjna (TVP1) | Pierwsza emisja telewizyjna (TVP1) |
| Seria            | Odcinki          | Sezon                              | Początek emisji                    | Koniec emisji                      | Pora emisji                        | Średnia oglądalność                |
| ---------------- | ---------------- | ---------------------------------- | ---------------------------------- | ---------------------------------- | ---------------------------------- | ---------------------------------- |
| Odcinek pilotowy | Odcinek pilotowy | jesień 2008                        | 11 listopada 2008                  | 11 listopada 2008                  | niedziela 17.20                    | 6,65 mln                           |
| 1.               | 1–13 (13)        | zima 2008/2009                     | 7 grudnia 2008                     | 22 lutego 2009                     | niedziela 17.20                    | 6,65 mln                           |
| 2.               | 14–30 (17)       | jesień 2009                        | 6 września 2009                    | 27 grudnia 2009                    | niedziela 17.20                    | 5,52 mln                           |
| 3.               | 31–44 (14)       | wiosna-lato 2010                   | 4 marca 2010                       | 3 czerwca 2010                     | czwartek 20.35                     | 4,37 mln                           |
| 4.               | 45–56 (12)       | jesień 2010                        | 9 września 2010                    | 25 listopada 2010                  | czwartek 20.35                     | 4,5 mln                            |
| 5.               | 57–69 (13)       | wiosna 2011                        | 3 marca 2011                       | 26 maja 2011                       | czwartek 20.35                     | 5 mln                              |
| 6.               | 70–82 (13)       | jesień 2011                        | 8 września 2011                    | 1 grudnia 2011                     | czwartek 20.35                     | 5,2 mln                            |
| 7.               | 83–95 (13)       | wiosna 2012                        | 8 marca 2012                       | 31 maja 2012                       | czwartek 20.35                     | 4,71 mln                           |
| 8.               | 96–108 (13)      | jesień 2012                        | 6 września 2012                    | 29 listopada 2012                  | czwartek 20.35                     | 5,05 mln                           |
| 9.               | 109–121 (13)     | wiosna 2013                        | 28 lutego 2013                     | 23 maja 2013                       | czwartek 20.35                     | 4,67 mln                           |
| 10.              | 122–134 (13)     | jesień 2013                        | 5 września 2013                    | 28 listopada 2013                  | czwartek 20.35                     | 4,66 mln                           |
| 11.              | 135–147 (13)     | wiosna-lato 2014                   | 6 marca 2014                       | 5 czerwca 2014                     | czwartek 20.35                     | 4,35 mln                           |
| 12.              | 148–160 (13)     | jesień 2014                        | 4 września 2014                    | 27 listopada 2014                  | czwartek 20.35                     | 4,61 mln                           |
| 13.              | 161–173 (13)     | wiosna-lato 2015                   | 5 marca 2015                       | 11 czerwca 2015                    | czwartek 20.35                     | 4,4 mln                            |
| 14.              | 174–186 (13)     | jesień 2015                        | 3 września 2015                    | 26 listopada 2015                  | czwartek 20.35                     | 4,31 mln                           |
| 15.              | 187–199 (13)     | wiosna-lato 2016                   | 3 marca 2016                       | 2 czerwca 2016                     | czwartek 20.35                     | 4,06 mln                           |
| 16.              | 200–212 (13)     | jesień 2016                        | 1 września 2016                    | 24 listopada 2016                  | czwartek 20.35                     | 4,04 mln                           |
| 17.              | 213–225 (13)     | wiosna-lato 2017                   | 2 marca 2017                       | 1 czerwca 2017                     | czwartek 20.35                     | 3,44 mln                           |
| 18.              | 226–238 (13)     | jesień 2017                        | 31 sierpnia 2017                   | 23 listopada 2017                  | czwartek 20.35                     | 3,02 mln                           |
| 19.              | 239–251 (13)     | wiosna 2018                        | 1 marca 2018                       | 31 maja 2018                       | czwartek 20.35                     | 3,11 mln                           |
| 20.              | 252–264 (13)     | jesień 2018                        | 6 września 2018                    | 6 grudnia 2018                     | czwartek 20.35                     | 3,01 mln                           |
| 21.              | 265–277 (13)     | wiosna-lato 2019                   | 28 lutego 2019                     | 13 czerwca 2019                    | czwartek 20.35                     | 2,97 mln                           |
| 22.              | 278–290 (13)     | jesień 2019                        | 12 września 2019                   | 26 grudnia 2019                    | czwartek 20.35                     | 2,82 mln                           |
| 23.              | 291–303 (13)     | wiosna 2020                        | 27 lutego 2020                     | 14 maja 2020                       | czwartek 20.35                     | 3,03 mln                           |
| 23.              | 291–303 (13)     | jesień 2020                        | 10 września 2020                   | 10 września 2020                   | czwartek 20.55                     | 2,35 mln                           |
| 24.              | 304–316 (13)     | jesień 2020                        | 17 września 2020                   | 10 grudnia 2020                    | czwartek 20.55                     | 2,35 mln                           |
| 25.              | 317–329 (13)     | wiosna-lato 2021                   | 12 marca 2021                      | 4 czerwca 2021                     | piątek 21.00                       | 1,85 mln                           |
| 25.              | 317–329 (13)     | jesień 2021                        | 10 września 2021                   | 10 września 2021                   | piątek 20.35                       | 2,04 mln                           |
| 26.              | 330–342 (13)     | jesień 2021                        | 17 września 2021                   | 17 grudnia 2021                    | piątek 20.35                       | 2,04 mln                           |
| 27.              | 343–355 (13)     | wiosna 2022                        | 4 marca 2022                       | 27 maja 2022                       | piątek 20.35                       | 1,77 mln                           |
| 28.              | 356–368 (13)     | jesień 2022                        | 9 września 2022                    | 30 grudnia 2022                    | piątek 20.35                       | 1,72 mln                           |
| 29.              | 369–381 (13)     | wiosna 2023                        | 2 marca 2023                       | 18 maja 2023                       | czwartek 20.35                     | 1,78 mln                           |
| 29.              | 369–381 (13)     | jesień 2023                        | 14 września 2023                   | 21 września 2023                   | czwartek 20.35                     | 1,46 mln                           |
| 30.              | 382–394 (13)     | jesień 2023                        | 28 września 2023                   | 23 listopada 2023                  | czwartek 20.35                     | bd.                                |
| 30.              | 382–394 (13)     | wiosna 2024                        | 7 marca 2024                       | 11 kwietnia 2024                   | czwartek 20.35                     | bd.                                |
| 31.              | 395–407 (13)     | wiosna 2024                        | 18 kwietnia 2024                   | 30 maja 2024                       | czwartek 20.35                     | bd.                                |
| 31.              | 395–407 (13)     | jesień 2024                        | 12 września 2024                   | 24 października 2024               | czwartek 21.05                     | bd.                                |
| 32.              | 408–420 (13)     | jesień 2024                        | 31 października 2024               | 5 grudnia 2024                     | czwartek 21.05                     | bd.                                |
| 32.              | 408–420 (13)     | wiosna 2025                        | 6 marca 2025                       | 17 kwietnia 2025                   | czwartek 21.05                     | 1,3 mln                            |
| 33.              | 421–433 (13)     | wiosna 2025                        | 24 kwietnia 2025                   | 5 czerwca 2025                     | czwartek 21.05                     | 1,3 mln                            |
| 33.              | 421–433 (13)     | jesień 2025                        | bd.                                | bd.                                | bd.                                | bd.                                |

## Czołówka
W pierwszej serii czołówka przedstawiała tylko najważniejsze miejsca Sandomierza wraz z nazwiskami aktorów.
Od 37. odcinka („Zlecenie”) czołówka serialu przedstawia głównych bohaterów na tle najważniejszych miejsc Sandomierza: Bramy Opatowskiej, Rynku, kościoła św. Jakuba, ratusza i uliczek Starego Miasta.
Począwszy od serii 21. czołówka została zaktualizowana do zmieniającej się obsady i przedstawia wyłącznie postacie głównych bohaterów.

## „Ojciec Mateusz” dla Sandomierza
19 czerwca 2010 na Rynku Starego Miasta w Sandomierzu odbył się koncert charytatywny na rzecz osób, które ucierpiały podczas powodzi w 2010, z udziałem polskich zespołów i aktorów z serialu „Ojciec Mateusz”. Wraz z aktorami Arturem Żmijewskim, Kingą Preis, Michałem Pielą, Piotrem Polkiem i Tamarą Arciuch wystąpili Andrzej Piaseczny, Artur Gadowski, Łukasz Zagrobelny i zespoły Big Cyc, Pectus oraz Blue Cafe. Koncert poprowadził Artur Żmijewski wraz z Pauliną Chylewską, a wydarzenie zostało wyemitowane 19 czerwca 2010 w TVP1.

## Nagrody i wyróżnienia
- Nagroda „Telekamera 2011” dla najlepszego serialu cotygodniowego przyznana za rok 2010 przez czytelników tygodnika „Tele Tydzień” w lutym 2011[45].
- Nagroda „Telekamera 2017” dla najlepszego serialu przyznana za rok 2016 przez czytelników tygodnika „Tele Tydzień” w styczniu 2017[46].
- Nagroda „Telekamera 2019” dla najlepszego serialu przyznana za rok 2018 przez czytelników tygodnika „Tele Tydzień” w lutym 2019[47].
- Nagroda „Złota Telekamera 2020” (przyznawana za trzykrotne zdobycie Telekamery).
- Produkcję nominowano także do Telekamery w 2022, w kategorii Serial 25-lecia. Dwojgu aktorom serialu – Arturowi Żmijewskiemu i Kindze Preis – przyznano tę nagrodę w kategoriach odpowiednio: Aktor 25-lecia i Aktorka 25-lecia.